# Wilhelm Ludvig Taube
Wilhelm Ludvig Taube (till Odenkat), född den 10 juli 1690 i Örebro, död den 8 augusti 1750, var en svensk friherre, militär och ämbetsman. Han var son till Evert Fredrik Taube, bror till Evert Didrik Taube och farbror till Evert Vilhelm Taube.
Taube inträdde 1706 i krigstjänst och blev som löjtnant vid Östgöta kavalleri fången vid Perevolotjna, men lyckades 1715 rymma över Archangelsk och befordrades efter hand av Karl XII till överstelöjtnant. Efter freden gick han för en tid i holsteinsk tjänst. År 1739 blev han överste för Upplands regemente, 1741 landshövding i Blekinge samt 1746 riksråd. Sedan 1747 var han därjämte överste marskalk. Taube räknades till mösspartiet – han var svåger till det licentierade riksrådet Gustaf Bonde –, men han var inte någon partiman och åtnjöt aktning även av motståndarna.